# دیوی بوی اسمیت
دیوی بوی اسمیت (انگلیسی: Davey Boy Smith; ۲۷ نوامبر ۱۹۶۲ – ۱۸ مهٔ ۲۰۰۲) کشتی‌گیر کشتی حرفه‌ای اهل بریتانیا بود.
از فیلم‌ها یا برنامه‌های تلویزیونی که وی در آن نقش داشته است می‌توان به رسلمانیا ۳ اشاره کرد.